# 表象詩人
『表象詩人』（ひょうしょうしじん）は、松本清張の小説。「黒の図説」第11話として『週刊朝日』に連載され（1972年7月21日号 - 11月3日号）、1973年2月に中編集『表象詩人』収録の表題作として、光文社（カッパ・ノベルス）から刊行された。

## あらすじ
昭和初期のこと、小倉から田舎に通じる私鉄の駅員をしていた私（三輪）は、文学を通じて、小倉の陶器会社に勤務する秋島明治、久間英太郎、深田弘雄と知り合う。秋島は宮崎県の山村の生れで事務所の用度課員、寄宿舎暮しであったが、北原白秋の詩にとり憑かれていた。久間は佐賀県有田の出身で普通の工員よりは格上の技術工であったが、野口米次郎に心酔していた。東京の学校を出たエリートの深田は、アメリカ留学を控え、書斎の書架に専門の技術書のみならず文学書や哲学書を揃え、秋島や久間と談義していた。東京に一度も行ったことの無い私は、深田の妻の明子が生粋の東京言葉を話し、文学書の中の活字が明子の澄んだ肉声になって耳にいきいきと伝わってくるのを感じ、憧憬に近い感情を抱くが、久間と秋島は詩をめぐって張り合い、やがて私はそれが明子を意識しての対立と察する。
久間・秋島・深田夫婦の関係の中で見えない危機がすすんでいると懸念する中、明子は8月16日の盆踊りの晩に何者かによって絞殺された。証拠が挙がらず事件は迷宮入りとなったが、保守的な町で周囲から受ける視線に居たたまれなくなったとみえる深田は東京へ去った。私は久間が明子殺害の犯人なのではと疑惑を抱いていたが、久間は深田のあとを追うように会社を辞めて郷里に帰り、2年後に秋島は会社を辞めた。
四十年後、秋島と宮崎県の山村で再会した私は、事件の真相について推理を語りはじめる。

## エピソード
- 著者は本作について「『表象詩人』は、わたしが十八、九歳のころの経験がもとになっている。そのころ、わたしは川北電気小倉出張所の給仕をしていたが、会社の取引先である東洋陶器会社用度課員で給仕あがりの多島田明と親しくなった。多島田は野口米次郎の象徴詩にかぶれ、ヨネ・ノグチ調の「難解な象徴詩」を書いていた。彼は会社の独身寮に居たが、寮は東陶に隣接していて、紫川に架かった貴船橋のたもとにあった。（中略）わたしは夕方から多島田の狭い部屋に坐りこみ、寮の門限の十時ぎりぎりまで話し合い、一時間かかって市内の旦過市場に近いわが家に帰った。わたしは、いわゆる文学青年ではなかったが、文学書はわりと読んでいた。あまり友だちを持たない索漠としたわたしの青春時代に、多島田との交遊は、ただ一つといっていいオアシスのような想い出である。この小説はそのころのことを土台としたもので、多島田以外にも些少の想い出の人たちが入っている」と記している[1]。
- 日本近代文学研究者の重松泰雄は、本作を「文句なくわたしは『黒の図説』中の絶品と思っている」「作者清張の若き日への限りない追憶の情が籠められている」と評している[2]。
- 日本近代文学研究者の平岡敏夫は、著者が芥川龍之介を論じた「芥川龍之介の死」（『昭和史発掘』中の一編）で取りあげられる「H女」と、本作の明子との類似点を指摘し「明子の造型にH女が介在しているのは、夫が技師という点も含めて、三角関係、姦通罪云々の問題の上からも明らか」「芥川作品に多少通じている者には「明子」というヒロイン名は親しい」（『舞踏会』『開化の殺人』）と述べ、「青春以来なお芥川にひかれつつも一方では突き放そうとしていた」著者が「芥川文学の一象徴たるべき「明子」を殺したのである」と論じている[3]。